# المتهمة (فلم 1992)
المتهمة هو فيلم مصري من إنتاج سنة 1992، بطولة صلاح ذو الفقار ومعالي زايد، ومن إخراج هنري بركات.

## قصة الفيلم
تعمل ليلى (معالي زايد) في متجر لبيع الملابس، وهي تقيم مع والدها، وزوجته الشابة سنية (سناء سليمان) التي تسئ معاملتها. ثم يموت أبوها على إثر أزمة قلبية. تتزوج ليلى برجل الأعمال طارق (صلاح قابيل)، وتسافر معه في شهر عسل لليونان، وعند عودتها، تكتشف الشرطة كيس مخدرات في حقيبتها، وضعه زوجها دون أن تعلم، ليتضح بعد ذلك أنه تاجر مخدرات. أما ليلى فيُحكم عليها بالسجن. تكتشف ليلى في السجن أنها حامل من طارق، ثم تنجب ابنتها في السجن، وتبقى البنت لديها حتى فطامها، وبعد ذلك يتبناها الثري يوسف (صلاح ذو الفقار).

## بطولة
- صلاح ذو الفقار
- معالي زايد
- صلاح قابيل
- نبيل الدسوقي

## روابط خارجية
- مقالات تستعمل روابط فنية بلا صلة مع ويكي بيانات
- المتهمة على الدهليز
- المتهمة على كاروهات